# 南昆河
南昆河，也称南肯河，是位于中华人民共和国云南省西双版纳傣族自治州景洪市北部的一条河流，为澜沧江左岸支流。上游称勤勉河（勐勉河），发源于景讷乡东北波罗大山西南，向南流至大渡岗乡大荒田村以西转西南流，于大渡岗茶场盘江社区西南汇入澜沧江。河流全长65.8千米，流域面积599.1平方千米。
天地图中将流经景讷乡的曼召河标注为南昆河上游，与《中国河湖大典·西南诸河卷》中的记载不一致。